# Dannebrog (Nebraska)
41°7′7″N 98°32′48″V / 41.11861°N 98.54667°V
 For alternative betydninger, se Dannebrog (flertydig). (Se også artikler, som begynder med Dannebrog)
Dannebrog er en landsby i Howard County, Nebraska, USA. Byen er udnævnt til Nebraskas danske hovedstad. Det er en del af Grand Island Micropolitan Statistical Area. Indbyggertallet var 352 ifølge folketællingen i 2000. Byen Dannebrog er opkaldt efter det danske flag.
Byen Dannebrog er grundlagt i foråret 1871 af et antal danske nybyggere ledet af Lars Hannibal. Konstruktionen af en vanddrevet kornmølle ved Oak Creek, satte gang i byens vækst. Og i 1874 søgte man forgæves om at blive hovedby i countyet. Byen forsvandt næsten i begyndelsen af 1880'erne, da byens forretninger flyttede til den nærliggende by Nysted. I 1885 kom jernbanen imidlertid til byen og nyt liv opstod. Byens befolkning nåede sit højdepunkt i 1920 med 436 indbyggere.